# Lägsta värdets princip
Lägsta värdets princip (LVP) är ett begrepp inom redovisningen som reglerar hur en omsättningstillgång skall värderas. Lägsta värdets princip är en utveckling av försiktighetsprincipen.
En omsättningstillgång skall värderas till det lägsta av anskaffningsvärde eller verkligt värde. Verkligt värde kan vara återanskaffningsvärde eller försäljningsvärde med avdrag för försäljningskostnader.
Lägsta värdets princip innebär alltså att en ökning av återanskaffningsvärdet (ökat inköpspris) inte påverkar den egna värderingen medan en minskning gör det och att inkurans minskar försäljningsvärdet.
Dessutom finns en annan metod; skatterättsliga regeln = att man drar 3 % i schablonavdrag av anskaffningsvärdet.